# Rebeka Dremelj
Rebeka Dremelj Škaler (Brežice, 1980. július 25. –) szlovén színésznő, televíziós műsorvezető, énekesnő, modell, divattervező és szépségkirálynő. Ő képviselte Szlovéniát a 2008-as Eurovíziós Dalfesztiválon Belgrádban, a Vrag naj vzame című dallal.

## Pályafutása és magánélete
Dremelj a szlovéniai Brežicében, az egykori Jugoszláviában született. Énekesi karrierbe kezdett, majd 2001-ben megnyerte a Miss Szlovénia szépségversenyt. Részt vett a Miss World 2001 világversenyen, ahol a második helyezést érte el, ennek eredményeként lemezszerződést kötött a Sony Records Londonnal. 2004-ben Ne boš se igral című dalával a tizedik, 2005-ben a Pojdi z menoj című dalával a harmadik, 2006-ban a Domen Kumerrel közösen előadott Noro se ujameva című dalával a negyedik helyen végett a szlovén eurovíziós nemzeti válogatóban. 2008-ban Vrag naj vzame című dalával győzött, így ő képviselhette hazáját a 2008-as Eurovíziós Dalfesztiválon, itt azonban nem jutott be a döntőbe.
2011 óta házas, férje Sandi Škaler, házasságukból két lányuk született: Šajana (2012. szeptember 17.) és Sija (2016. december 3.).

## Diszkográfia

### Albumok
- Prvi korak (2001)
- To sem jaz (2003)
- Pojdi z menoj (2006)
- Nepremagljiva (2009)
- Differo (2010)

### Kislemezek
- Sončno dekle (2001)
- Ko ugasnejo luči (2001)
- Prvi korak (2001)
- Nisem kriva (2001)
- Ne ustavi se (2004)
- Ne boš se igral (2004)
- Pojdi z menoj (2005)
- To je prava noc (2006)
- Daj mi daj (2006)
- Vrag naj vzame (2008)
- Petek 13. (2090)
- Slovenski superboy (2014, a Slovenski zvokival közösen)